# Си, Альберт
Альберт Си (англ. Albert Seay; 6 ноября 1916, Луисвилл — 7 января 1984, Колорадо-Спрингс) — американский музыковед, специализировался на музыке Средних веков и Возрождения.
Окончил в 1937 г. Колледж Мюррея в Тишоминго (штат Оклахома) и в 1939 г. Университет штата Луизиана. В 1954 г. защитил в Йельском университете диссертацию (научный руководитель Лео Шраде), посвящённую средневековому музыковедческому трактату Уголино из Орвьето Declaratio musicae disciplinae, и в 1959—1962 гг. осуществил его научное издание (CSM 7, в трёх томах).
С 1953 г. и до выхода на пенсию в 1982 г. преподавал в Колледже Колорадо, с 1967 г. заведовал отделением музыки. Основал музыкальное издательство колледжа (Colorado College Music Press), выпустившее при жизни создателя около 100 книг. Написал учебник «Музыка в средневековом мире» (англ. Music in the Medieval World; 1965, 2-е издание 1975). В память о Си в колледже его имя носит библиотека по музыке и искусству.
Среди трудов Си — подготовленные им полные собрания сочинений Якоба Аркадельта и Пьера Сандрена в серии «Corpus mensurabilis musicae», публикации различных сочинений из изданий Пьера Аттеньяна, полное критическое издание трактатов И. Тинкториса (в серии «Corpus scriptorum de musica», в трёх томах), перевод на английский язык трактата Тинкториса «Книга об искусстве контрапункта» и некоторых других его книг.

## Издания и переводы источников
- French chansons. Early chansons with English and French texts. Evanston, IL, 1957.
- Pierre Attaingnant. Thirty Chansons for Three and Four Voices (New Haven, CT, 1960)
- Johannes Tinctoris. The art of counterpoint // Musicological Studies and Documents 5 (1961) (английский перевод трактата Тинкториса "Liber de arte contrapuncti")
- Ugolini Urbevetani Declaratio musicae disciplinae // Corpus scriptorum de musica 7. 3 vls., Roma 1959-1962.
- Johannes de Grocheo. Concerning Music (De musica) // Colorado College Music Press (CCMP). Critical Translations 1. Colorado Springs, 1973 (английский перевод трактата Иоанна де Грокейо «О музыке»)
- Johannis Tinctoris opera theoretica // Corpus scriptorum de musica 22. 3 vls. [Roma], 1975-1978.
- Guillermus de Podio. Ars musicorum libri VI et VIII // CCMP. Critical texts 8. Colorado Springs, 1978 (критическое издание кн. 6 и 8 трактата Гильермо «Ars musicorum»)
- Johannes Gallicus. Ritus canendi // CCMP. Critical Texts 13. 2 vls. Colorado Springs, 1981 (критическое издание трактата Жана Легранса «Обычай пения»)